# Пенза II
Пе́нза II — узловая железнодорожная станция Пензенского региона Куйбышевской железной дороги, располагается в городе Пензе. На станции формируются передаточные поезда Пензенского узла, а также сборные составы на Моршанск.

## История
Станция была открыта в 1913 году на действующем участке Пенза — Сызрань Сызрано-Вяземской железной дороги. В 1964 году электрифицирована постоянным током 3 кВ. Построенный для обслуживания пригородных поездов вокзал был снесён в середине 90-х годов.

## Техническая информация
По характеру работы станция Пенза II является грузовой станцией, по объёму выполняемой работы отнесена к 3-му классу. Путевое развитие станции состоит из 25 путей и трёх парков: Московского, Сортировочного и Сызранского. Горочный комплекс законсервирован. Центр организации работы станции — ДЦС-1 Пенза.
Комплексный контроль за техническим состоянием путей на станции осуществляет Пензенская дистанция пути (ПЧ-2). Контроль за техническим обслуживанием и ремонтом устройств автоматики и телемеханики осуществляет Пензенская дистанция сигнализации, централизации и блокировки (ШЧ-1). Техническое и хозяйственное обслуживание тяговых подстанций и контактной сети обеспечивает Пензенская дистанция электроснабжения (ЭЧ-1). Устройства железнодорожной связи обслуживает Пензенский региональный центр связи (РЦС-1).
Станция включена в диспетчерскую централизацию участка Пенза — Сызрань.

## Пригородное сообщение
Пригородные пассажирские перевозки до Пензы I, Кузнецка и обратно осуществляет Башкортостанская ППК электропоездами ЭД4М и ЭТ2М приписки ТЧ-11 Безымянка (2 пары в сутки).